# Alan Rees
Alan Rees (Langstone (Monmouthshire), 12 januari 1938 – Ascot (Berkshire), 6 september 2024) was een Welsh autocoureur.

## Racecarrière
In 1966 en 1967 nam hij deel aan 3 Grands Prix voor de teams Cooper en Brabham, maar scoorde hierin geen punten.

## Latere carrière
Na zijn racecarrière was Rees een van de oprichters van het Formule 1-team March Engineering. Zijn initialen "A.R." zijn de "AR" in "March". Later werd hij teambaas van Shadow Racing Cars en nog later was hij medeoprichter van Arrows.
Rees overleed op 6 september 2024 op 86-jarige leeftijd.